# Aleksandr Bielajew
Aleksandr Romanowicz Bielajew (ros. Алекса́ндр Рома́нович Беля́ев; ur. 4 marca?/16 marca 1884 w Smoleńsku, zm. 6 stycznia 1942 w Puszkinie) – rosyjski pisarz. Autor ponad 70 powieści i opowiadań fantastycznonaukowych, nazywany „rosyjskim Jules’em Verne’em”.
Spoczywa pochowany na Cmentarzu Kazańskim.

## Powieści
- 1924, 1926, 1937: Głowa profesora Dowella (Голова профессора Доуэля)
- 1926: Ostatni człowiek z Atlantydy (Последний человек из Атлантиды)
- 1926: Pan świata (Властелин мира)
- 1926–27: Wyspa zaginionych okrętów  (Остров погибших кораблей, wydanie polskie 1960)
- 1927: Walka w eterze (Борьба в эфире)
- 1928: Człowiek ryba (Человек-амфибия, wydanie polskie 1986)
- 1928: Wieczny chleb (Вечный хлеб)
- 1929: Handlowiec powietrza (Продавец воздуха)
- 1929: Człowiek, który stracił twarz (Человек, потерявший лицо)
- 1929: Złota góra (Золотая гора)
- 1930: Rolnicy podwodni (Подводные земледельцы)
- 1933: Skok w nicość (Прыжок в ничто)
- 1934: Okręt powietrzny (Воздушный корабль)
- 1935: Magiczne oko (Чудесное око)
- 1936: Gwiazda KEC (Звезда КЭЦ)
- 1937-1938: Gość z nieba (Небесный гость)
- 1938: Pod niebom Arktiki (Под небом Арктики)
- 1938: Laboratorium W (Лаборатория Дубльвэ)
- 1940: Człowiek, który odnalazł swoją twarz (Человек, нашедший своё лицо)
- 1941: Ariel (Ариэль)
- 1926-1936: Wynalazki profesora Wagnera (Изобретения профессора Вагнера)

## Adaptacje filmowe
- Diabeł morski (Человек-амфибия) – radziecki film fabularny z 1961 roku w reżyserii Władimira Czebotariowa i Giennadija Kazanskiego
- Handlowiec powietrza (Продавец воздуха) – radziecki film fabularny z 1967 roku w reżyserii Wladimira Riabcewa
- Testament profesora Dowella (Завещание профессора Доуэля) – radziecki film fabularny z 1984 roku w reżyserii Leonida Menakera
- Wyspa zaginionych okrętów – radziecki film muzyczny z 1987 roku w reżyserii Jewgienija Ginzburga i Raufa Mammedova
- Ariel (Ариэль) – rosyjski film fabularny z 1992 roku w reżyserii Jewgienija Kotowa